# Stata Mater

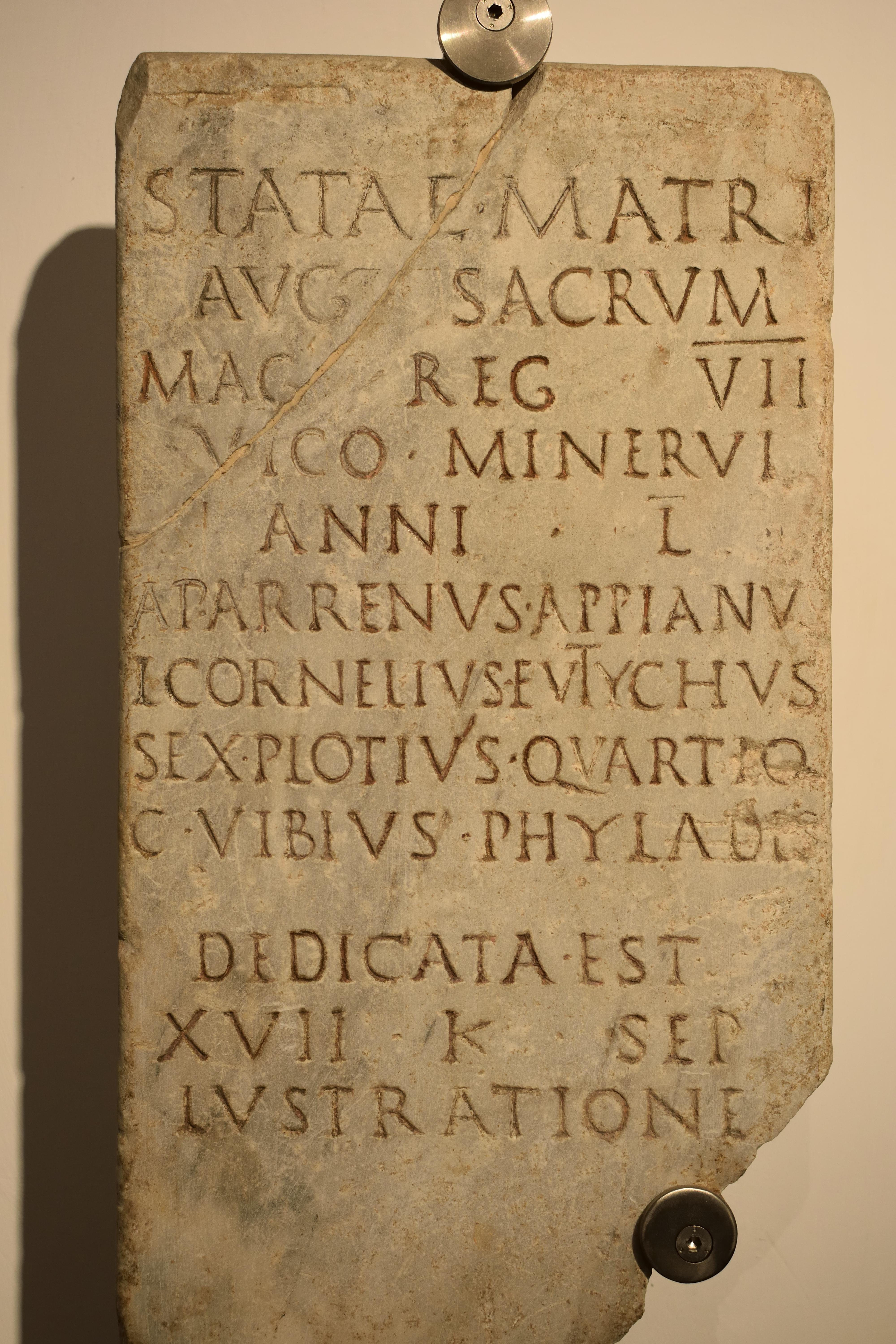
Inscripción de una pequeña base de altar erigida en honor de la Stata Mater Augusta alrededor del año 42/43 en Roma fuera de la Porta Pinciana

En la antigua religión romana, Stata Mater ("Madre que detiene o estabiliza") era una diosa compital que protegía contra los incendios. Tenía una imagen (simulacro) en el Foro, y su culto, como señala Festo, se extendía desde allí por los barrios (vici) de la ciudad.
La estatua original fue erigida por un tal Aurelio Cotta que había supervisado la instalación de un nuevo pavimento en el Foro a finales de los años 80. El propósito de la diosa era salvaguardar la mampostería del daño del fuego. Solo los Lares Augusti la superan en número como objeto de las dedicatorias supervivientes de los santuarios compitales.

## En los barrios
El culto de Stata Mater se centró en los santuarios compitales de los vici, y los jefes de las asociaciones de vecinos (vicomegistri) le hicieron numerosas inscripciones. Su popularidad da fe de la siempre presente amenaza y peligro de incendio en la Roma metropolitana. A veces se le da el título adicional de Augusta, quizás en referencia a la reorganización de las regiones de Roma bajo Augusto en año 7 a. C. Uno de los resultados de esta redistribución de distritos fue la creación de juntas locales o guardias vecinales (vigiles) encargadas del control de incendios, como respuesta a un incendio provocado reciente en el Foro. Las dedicatorias marcan el éxito de los cuerpos de bomberos locales en la extinción de incendios. Se llega a  relacionar a Stata Mater Augusta con Volcanus Quietus Augustus (Vulcano), 'el Silenciado'. Stata Mater quizás se identifica con la Fortuna Augusta Stata nombrada en una inscripción. Su cultivo es un ejemplo de culto imperial localizado bajo Augusto .
Un Vicus Statae Matris ("Barrio de Stata Mater") estaba ubicado en el Monte Celio, y un Vicus Statae Siccianae en Trastévere.
WH Roscher coloca Stata mater entre los indigitamenta, la lista de deidades mantenida por los sacerdotes romanos para asegurar que se invocara a la divinidad correcta durante los rituales.